# Liste der Baudenkmale in Schmogrow-Fehrow
In der Liste der Baudenkmale in Schmogrow-Fehrow sind alle Baudenkmale der brandenburgischen Gemeinde Schmogrow-Fehrow und ihrer Ortsteile aufgelistet. Grundlage ist die Veröffentlichung der Landesdenkmalliste mit dem Stand vom 31. Dezember 2022.

## Legende
In den Spalten befinden sich folgende Informationen:
- ID-Nr.: Die Nummer wird vom Brandenburgischen Landesamt für Denkmalpflege vergeben. Ein Link hinter der Nummer führt zum Eintrag über das Denkmal in der Denkmaldatenbank. In dieser Spalte kann sich zusätzlich das Wort Wikidata befinden, der entsprechende Link führt zu Angaben zu diesem Denkmal bei Wikidata.
- Lage: die Adresse des Denkmales und die geographischen Koordinaten. Link zu einem Kartenansichtstool, um Koordinaten zu setzen. In der Kartenansicht sind Denkmale ohne Koordinaten mit einem roten beziehungsweise orangen Marker dargestellt und können in der Karte gesetzt werden. Denkmale ohne Bild sind mit einem blauen bzw. roten Marker gekennzeichnet, Denkmale mit Bild mit einem grünen beziehungsweise orangen Marker.
- Bezeichnung: Bezeichnung in den offiziellen Listen des Brandenburgischen Landesamtes für Denkmalpflege. Ein Link hinter der Bezeichnung führt zum Wikipedia-Artikel über das Denkmal.
- Beschreibung: die Beschreibung des Denkmales
- Bild: ein Bild des Denkmales und gegebenenfalls einen Link zu weiteren Fotos des Baudenkmals im Medienarchiv Wikimedia Commons

## Über die Gemeindegrenzen hinaus
| ID-Nr.   | Lage   | Bezeichnung                                           | Beschreibung | Bild           |
| -------- | ------ | ----------------------------------------------------- | ------------ | -------------- |
| 09125240 | (Lage) | Der Hammergraben ist geschützt von Lakoma bis Fehrow. |              | weitere Bilder |

## Baudenkmale in den Ortsteilen

### Fehrow(Prjawoz)
| ID-Nr.   | Lage                  | Bezeichnung    | Beschreibung | Bild           |
| -------- | --------------------- | -------------- | --- | -------------- |
| 09125466 | Hauptstraße (Lage)    | Kriegerdenkmal | Das Denkmal wurde am 9. November 1924 eingeweiht.                                                                                 | Kriegerdenkmal |
| 09125416 | Hauptstraße 26 (Lage) | Dorfkirche     | Die evangelische Kirche wurde 1874 bis 1875 errichtet. Die Kirche wurde an Stelle des Vorgängerbaues aus dem Jahr 1788 errichtet. | weitere Bilder |

### Schmogrow(Smogorjow)
| ID-Nr.   | Lage                          | Bezeichnung | Beschreibung | Bild           |
| -------- | ----------------------------- | --- | --- | -------------- |
| 09126271 | Schmogower Dorfstraße (Lage)  | Kriegerdenkmal (Gefallenendenkmal) für die Opfer des Ersten Weltkriegs                                                   | Das Denkmal aus Granit wurde Anfang der 1920er Jahre aufgestellt.                                                          | weitere Bilder |
| 09126272 | Schmogrower Dorfstraße (Lage) | Denkmal für die Einheitskriege von 1864, 1866 und 1870–71 und den Kolonialkrieg 1904–06 in Südwestafrika (heute Namibia) | Das Denkmal wurde vermutlich in den 1880er Jahren aufgestellt. Im Jahr 1935 wurde es an seinen heutigen Standort versetzt. | BW             |